# Григоре I Гика
Григоре I Гика (на румънски: Grigore I Ghica) е княз на Влашко от 1 септември 1660 до ноември 1664 г.

## Живот
Син е на Георге Гика, княз на Влашко и основател на рода Гика. През септември 1660 г. баща му, който така и не успява да спечели на своя страна влашките боляри, предава управлението на Григоре. Заставайки начело на страната, новият княз се опитва да сключи съюз с трансилванския войвода Михай I Апафи и тайно от султана, чийто васал е, поддържа дипломатически отношения с Хабсбургите. Също в качеството си на васал по заповед на султана взема участие в похода срещу австрийския претендент Янош Кемени, който е разгромен в битката при Нагишел през 1662 г.
През ноември 1664 г. Григоре губи благоразположението на османския владетел и е отстранен от поста си. Бяга в Молдова, след това в Трансилвания и накрая се установява в Австрия, където остава в следващите седем години.
През 1671 г. той пристига в Цариград и през февруари следващата година е провъзгласен от султана отново за владетел на Влашко. През 1673 г. участва на страната на османците във войната срещу Жечпосполита. Взема участие в битката при Хотин, когато турците търпят поражение от полската войска. В тази битка Григоре преговаря с великия гетман Ян Собиески и допринася с действията си за поражението на турците. Това не остава без последствия и през ноември 1673 г. е отстранен за пореден път от управлението на Влахия.

## Фамилия
Григоре Гика има брак с Мария, от която има син Матей Гика (1664 – 1708). Матей на свой ред става баща на Александру Гика и на бъдещия княз на Молдова и Влашко Григоре II Гика. Неговият внук от сина му Александру Григоре III Гика също е владетел и на двете княжества.